# Крижановський Северин Тадейович

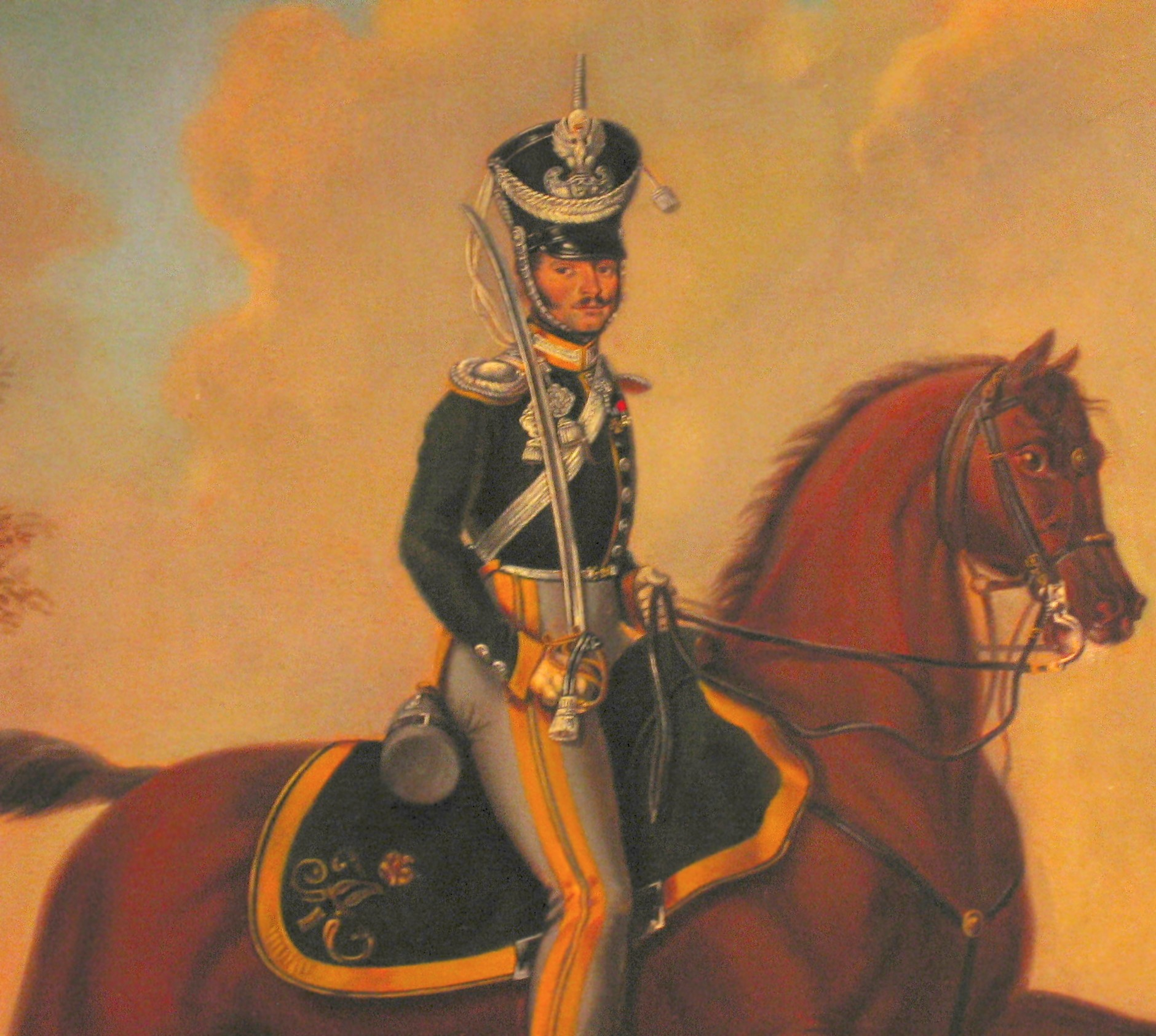

Крижановський Северин Тадейович (Кшижановський, Крижанівський, Кржижановський, Krzyżanowski) Северин Тадейович (14(03).07.1787–13(01).08.1839) — військовик, діяч польського національно-визвольного руху. Масон.
З київської шляхти. Народився в селі Пархомівка Сквирського повіту Київського воєводства. Виховувався вдома. 1808 нелегально залишив територію Російської імперії й перебрався до Варшавського князівства, вступив сержантом до Надвіслянського легіону. Із французькою армією брав участь у воєнних діях в Іспанії 1809–11, був двічі поранений, став підпоручиком (1809), поручиком (1810), капітаном (1811).
Учасник Війни 1812 на боці імперії Наполеона I Бонапарта, а також кампаній 1813–14. Кавалер польського ордена «Virtuti militari» (1812), нагороджений хрестом Почесного Легіону (1813). Пізніше служив у військових частинах Царства Польського: на початку 1815 — у піхотному полку, від літа — офіцер гвард. ескадрону. Восени 1817 призначений командиром підрозділу гвардії Кінно-єгерського полку. Активний діяч польських нелегальних гуртків, які ставили за мету відновлення Речі Посполитої, у червні 1821 вступив до Патріотичного товариства, з осені 1822 фактично став одним з його керівників. У січні 1824 в Києві познайомився з С. Муравйовим-Апостолом і М. Бестужевим-Рюміним, налагодив контакти з декабристів рухом, сподіваючись на союзницьку взаємодію. Від червня 1825 — підполковник.
Заарештований у Варшаві в лют. 1826 й відданий до суду сенаторів Царства Польського. У трав. 1828 за приналежність до таємної організації покараний ув'язненням на 3 роки і 3 місяці із заліком попереднього 16-місячного тюремного утримування. За рішенням імператора Миколи І був допроваджений до Петропавловської фортеці, звідти 1830 засланий до Сибіру. Спершу мешкав у місті Березов, 1832 переведений до міста Ішим Тобольської губернії (нині обидва міста в Тюменській області, РФ). Тяжко захворів, отримав дозвіл на лікування у місті Тобольськ (нині місто Тюменської область, РФ), де й помер.